# Wasilij Golicyn

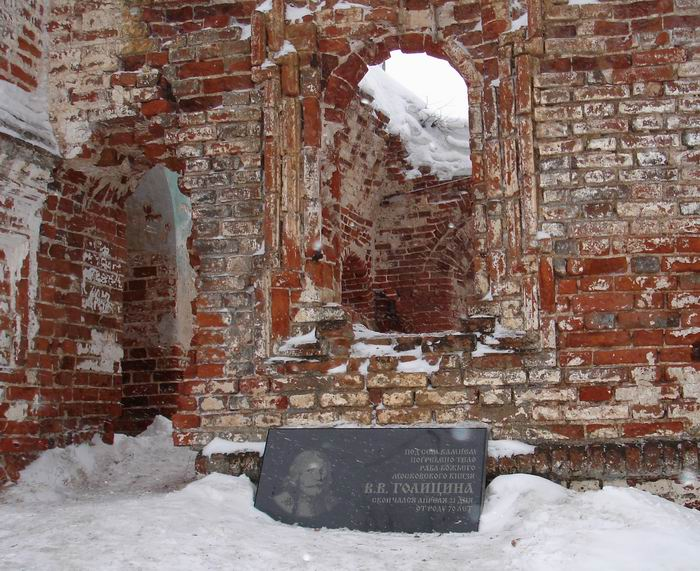
Mogiła Wasilija Golicyna w ruinach monastyru Krasnogorskiego

Wasilij Wasiljewicz Golicyn (ros. Васи́лий Васи́льевич Голи́цын, ur. 1643, zm. 21 kwietnia?/2 maja 1714) – książę rosyjski, dygnitarz państwowy, dyplomata i dowódca wojskowy, w okresie regencji Zofii Aleksiejewny (1682–1689) faktyczny rządca Rosji.

## Życiorys
Pochodził ze starego bojarskiego rodu. Najmłodszy z trzech synów bojara ks. Wasilija Golicyna. W rodzinnym domu, głównie dzięki staraniom matki, otrzymał klasyczne wykształcenie oparte na grece i łacinie, znał języki obce, w tym również język polski. Służbę dworską rozpoczął w wieku 15 lat za panowania cara Aleksego Michajłowicza (1645–1676). Jego prawdziwie wielka kariera rozpoczęła się w okresie rządów cara Fiodora III, kiedy to w uznaniu zasług na polu dyplomatycznym i wojskowym został bojarem (1676), stanął na czele prikazów: puszkarskiego i sądowniczego oraz otrzymał olbrzymie nadania ziemskie. Kiedy władza w Rosji przeszła w ręce regentki Zofii, jako jej oddany stronnik i wieloletni faworyt stał się pierwszą osobą w państwie, otrzymał tytuł nadwornego wojewody (1682) i „strażnika wielkiej pieczęci carskiej i spraw poselskich, najbliższego bojara i namiestnika nowogrodzkiego” (1683). Otrzymał w zarząd kilka prikazów, w tym najważniejsze: sądowniczy, cudzoziemski i poselski. Główny negocjator układu pokojowego ze Szwecją z Kardis w 1661 roku i „wieczystego pokoju” z Polską (traktat Grzymułtowskiego) z 1686.
Jako dowódca jednej z armii, a od roku 1680 wszystkich sił rosyjsko-kozackich, brał na Ukrainie udział w wojnie rosyjsko-tureckiej lat 1674–1681. W roku 1687 i 1689 stanął na czele dwóch, nieudanych rosyjskich wypraw na Krym, który wtedy znajdował się jeszcze w rękach tureckich.
Po obaleniu Zofii przez Piotra I w 1689 roku, jako stronnik Miłosławskich został pozbawiony wszelkich funkcji, majątku i wraz z rodziną zesłany do Kargopola, a następnie do wsi Jarensk. Niedługo później oskarżony o udział w spisku mającym na celu obalenie Piotra (bunt strzelców z 1682 roku), został zesłany na północ, do Pustozierska i dalej do wsi Kołogory. Car Piotr I, pomimo usilnych próśb księcia, nie zezwolił mu na powrót, jednak nie zabraniał członkom jego rodziny wysyłać mu pieniędzy i niezbędnych rzeczy, co łagodziło trudy zesłania. Zmarł we wsi Kołogory (lub w pobliskiej Pingenie) koło Archangielska, pochowany w niedalekim monastyrze Krasnogorskim.
Okcydentalista i stronnik szerokiego programu reform w Rosji na wzór zachodni, w tym również i zacofanej armii, których w konserwatywnym kraju nie był w stanie skutecznie przeprowadzić. Był inicjatorem likwidacji miestniczestwa (1682) – tj. obsadzania wyższych stanowisk państwowych na podstawie pochodzenia kandydatów i funkcji jakie sprawowali ich przodkowie (nie mogła być niższa), a nie na podstawie kwalifikacji. Autor reformy podatkowej lat 1679–1681, którą doprowadził do zniesienia wielu różnych podatków na rzecz jednego głównego. W jego planach leżały tak śmiałe pomysły jak zniesienie poddaństwa. W swoim urządzonym w stylu europejskim domu w Moskwie posiadał jedną z największych prywatnych bibliotek ówczesnej Rosji, zawierającą 1 500 rosyjskich i zagranicznych woluminów (głównie polskich i niemieckich). Doprowadził do założenia w Moskwie akademii, gdzie na sposób zachodni kształcone były dzieci bojarów. Za jego rządów miasto bardzo się rozbudowało, przybyło w nim blisko 3 tys. domów, na jego polecenie zbudowano też w mieście pierwszy most kamienny (według polskiego projektu).
Przez niektórych historyków uważany jest za „najbardziej wykształconego człowieka tamtych czasów”, którego „projekty reform były o wiele szersze niż późniejsze reformy Piotra I”.

## Małżeństwa
Był dwukrotnie żonaty:
1. z Fiedosją ks. Dołgorukową, która zmarła w 1685 nie pozostawiając mu potomstwa;
2. z Jewdokią Striesznową, z którą miał czterech synów i dwie córki (Aleksieja, Irinę, Eudoksję i Michaiła).

Ostatnia żona wraz z dziećmi towarzyszyła mu na zesłaniu. Po śmierci księcia, zezwolono im na powrót do Moskwy.